# Zespół dworski Starostwo w Opocznie
Zespół dworski „Starostwo” w Opocznie – w jego skład wchodzi: dwór, oranżeria, spichrz (lamus), dwa czworaki oraz sąsiadujący z tymi budynkami park. Całość figuruje w rejestrze zabytków pod numerami 779 z 30.05.1972 oraz 256 z 6.10.1995.

## Dwór

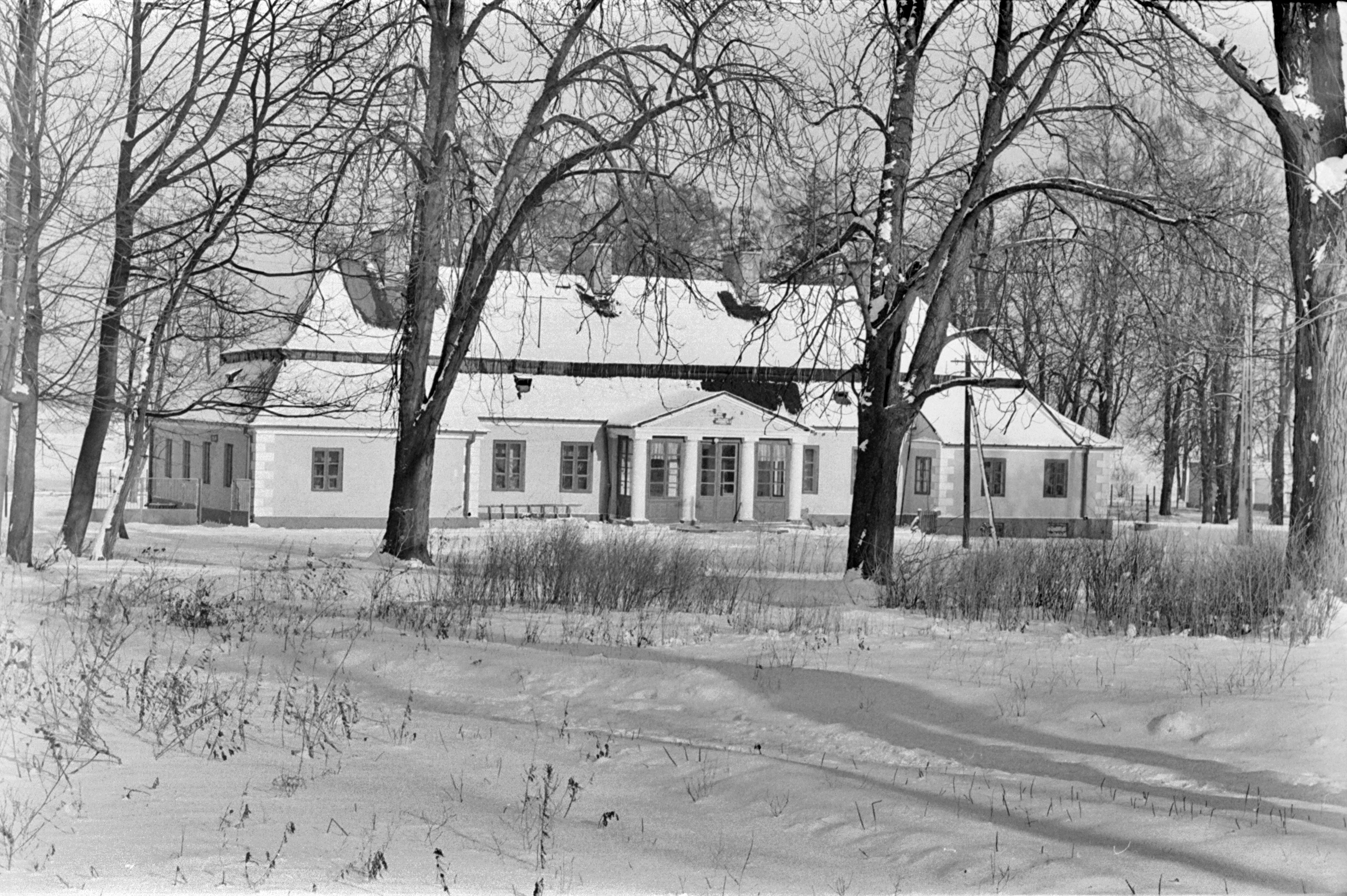
Dwór na Starostwie w Opocznie – luty 1980

Dwór na „Starostwie” w Opocznie został wzniesiony prawdopodobnie pod koniec XVII wieku i przebudowany na początku XIX w. Wraz z innymi zabudowaniami, młynami i karczmami należał do uposażenia starościńskiego. W przeszłości służył jako mieszkanie starosty lub zarządcy folwarku starościńskiego. Od 1646 r. funkcję starosty pełnił Zbigniew Oleśnicki. W 1783 r. starostwo objął Jan Nepomucen Małachowski. W 1822 r. folwark został przejęty przez Komisję Rządową Przychodów i Skarbu. Kolejnymi dzierżawcami i właścicielami folwarku byli: Sabin Sierawski, Wanda Sierawska, Magdalena Sierawska, Dunin Karwicki, Piotr Gorzeński, Hipolit Łącki, Bronisław i Roman Łąccy. W okresie II wojny światowej majątkiem zarządzał niemiecki administrator Helmut Gabert. Rodzina Łąckich była właścicielem dóbr do 1945 r., kiedy to folwark został przejęty przez skarb państwa. Ziemię otrzymało 18 rolników. Po 1945 r. władze miejskie przekazały dworek Wydziałowi Oświaty, Wychowania i Kultury. W konsekwencji powstało i funkcjonowało tutaj Państwowe Przedszkole nr 3.
Parterowy podpiwniczony dwór z nieużytkowanym poddaszem wybudowany jest na rzucie wydłużonego prostokąta. Fundamenty wymurowano z kamienia wapiennego, a ściany z cegły. W XVIII w. dobudowano po bokach dwa alkierze. Przed 1939 r. od strony wschodniej dodano jeszcze przybudówkę mieszczącą drewutnię (obecnie zlikwidowaną). Od strony południowej budynek wieńczy portyk z czterema kamiennymi kolumnami toskańskimi, który wcześniej był obudowany drewnianymi, przeszklonymi ścianami (patrz: zdjęcie z 1980 r.). Dwór ma dach czterospadowy, łamany. Pierwotnie był kryty gontem i papą, a obecnie blachą. Aktualnie (2023) dwór jest własnością prywatną.

## Park

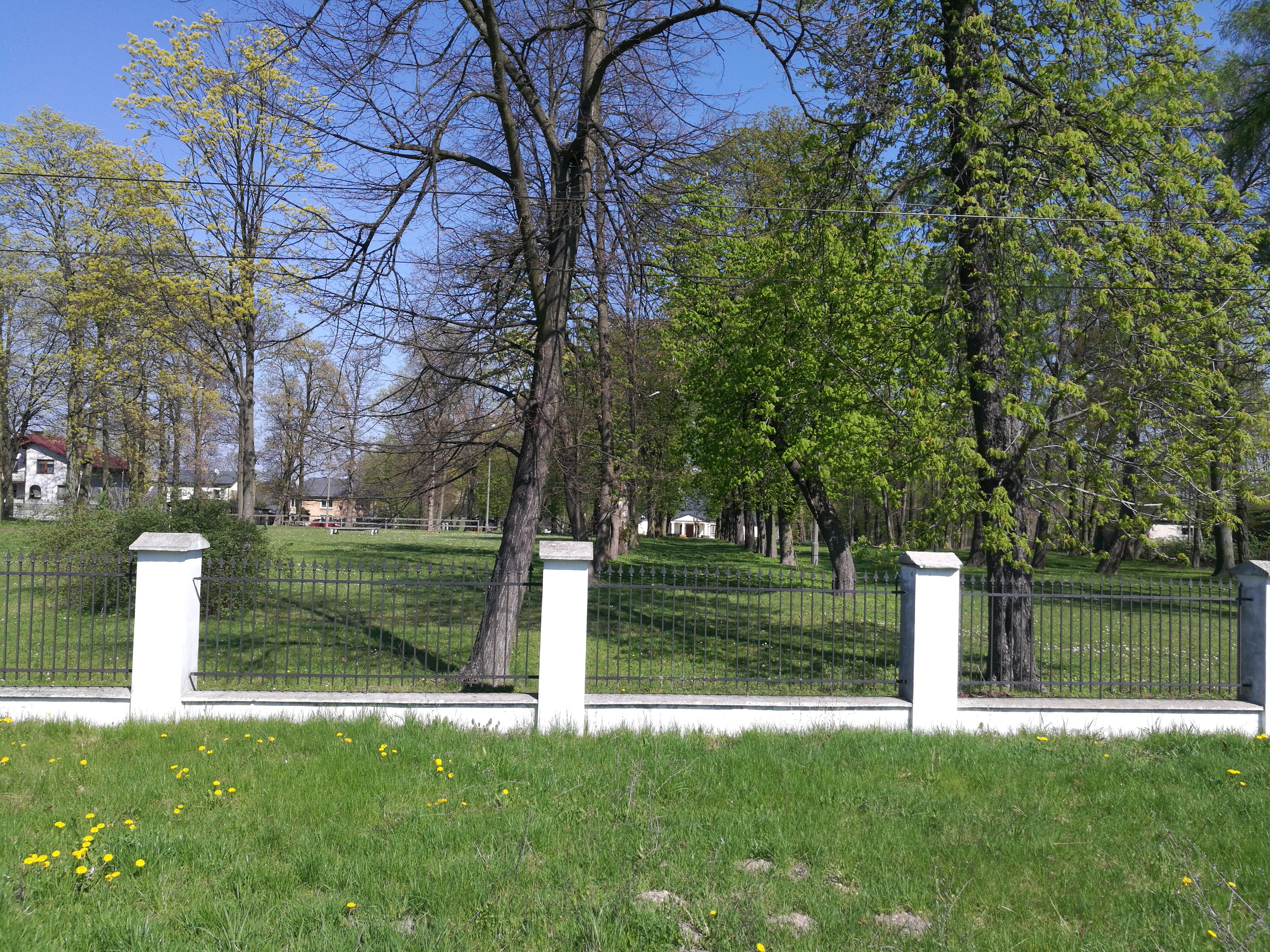
Park na „Starostwie” w Opocznie

Wokół dworu, od strony południowej i północnej, znajduje się zabytkowy park o powierzchni ok. 3,5 ha. Od XIX wieku miał on charakter krajobrazowy, stylizowany. Główną oś parku wyznacza XIX-wieczna aleja kasztanowa prowadząca od ul. Kolberga do dworu. Od strony północnej park miał charakter bardziej naturalistyczny ze starodrzewem w skupiskach. W czasie II wojny światowej znacznemu zniszczeniu uległ starodrzew, kiedy to okazałe drzewa wycinano w celach budowlanych.
W skład drzewostanu wchodzą m.in. kasztanowce, modrzewie, klony i lipy. W południowej części parku brak jest podszytu, a w runie występują liczne gatunki traw i innych roślin, takie jak mniszek, babka lancetowata, podagrycznik. 
Park zachował się w dawnych granicach i nie uległ większym zmianom przestrzennym. Zubożał natomiast stan starodrzewia i zlikwidowano istniejące kiedyś gazony z kwiatami i krzewami ozdobnymi. Obecnie park stanowi własność prywatną, jest ogrodzony i nie jest ogólnie dostępny.

## Oranżeria

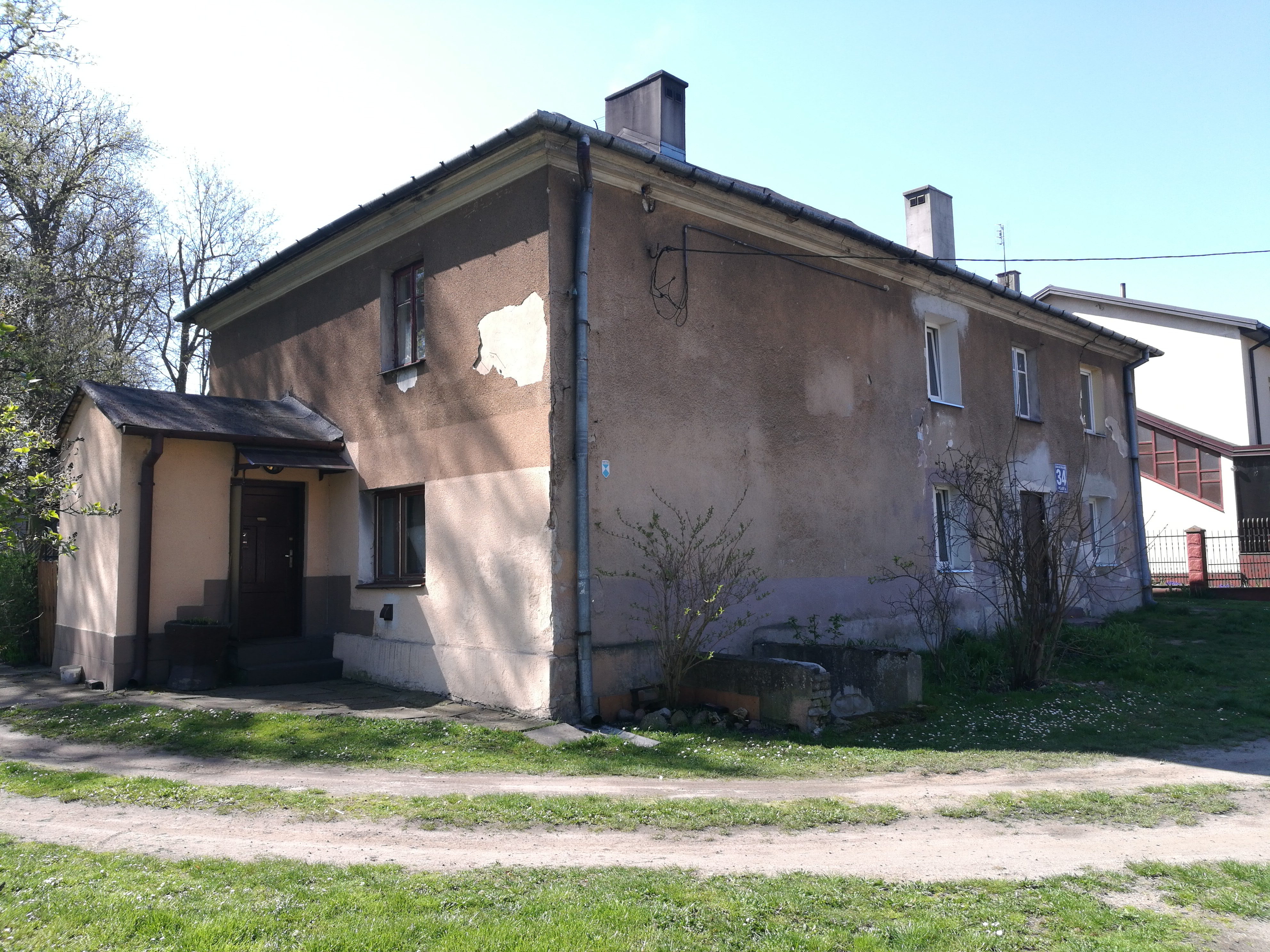
Budynek dawnej oranżerii na „Starostwie” w Opocznie

Budynek oranżerii zbudowano w XIX wieku. Niegdyś był on dumą i ozdobą starościńskiego dworu, ale w wyniku kolejnych przebudowań przeprowadzonych w XX w. przerobiono go na mieszkania i przekazano Miejskiemu Przedsiębiorstwu Gospodarki Komunalnej w Opocznie.

## Spichrz (lamus)

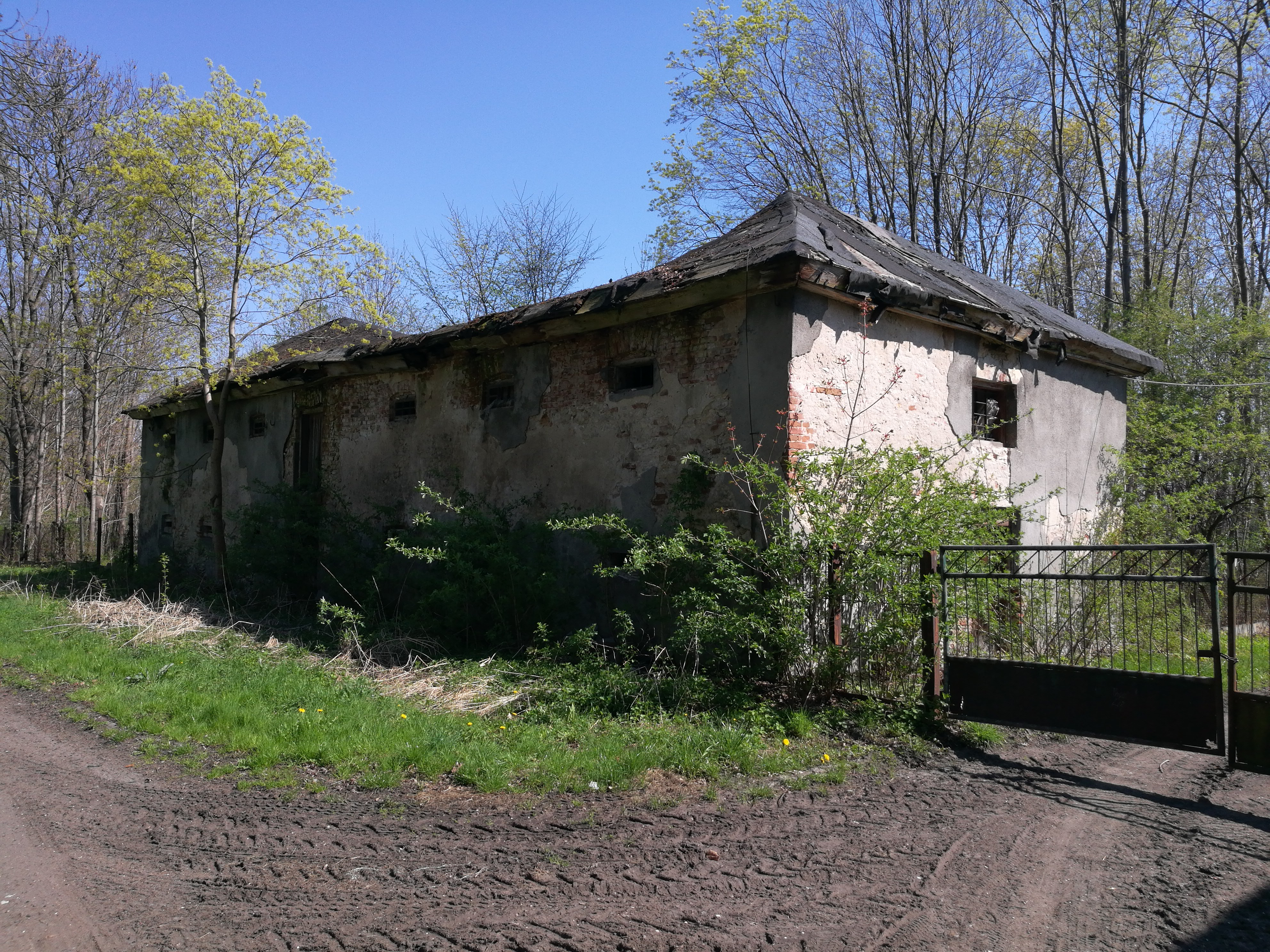
Spichrz (lamus) na „Starostwie” w Opocznie

Spichlerz powstał w I. połowie XIX w. Dwukondygnacyjny budynek wzniesiono na planie mocno wydłużonego prostokąta. Ściany są zbudowane z cegły ceramicznej z okienkami na obu kondygnacjach. Strop jest drewniany, a czterospadowy dach z dymnikami pokrywa papa. Drewniane podłogi ułożono z desek. Po II wojnie światowej budynek przekazano Rolniczej Spółdzielni Produkcyjnej, która pozostaje nadal jego właścicielem. Obecnie spichlerz jest mocno zaniedbany i zniszczony, dach uległ zawaleniu, a ze ścian odpadają płaty tynku.

## Czworaki

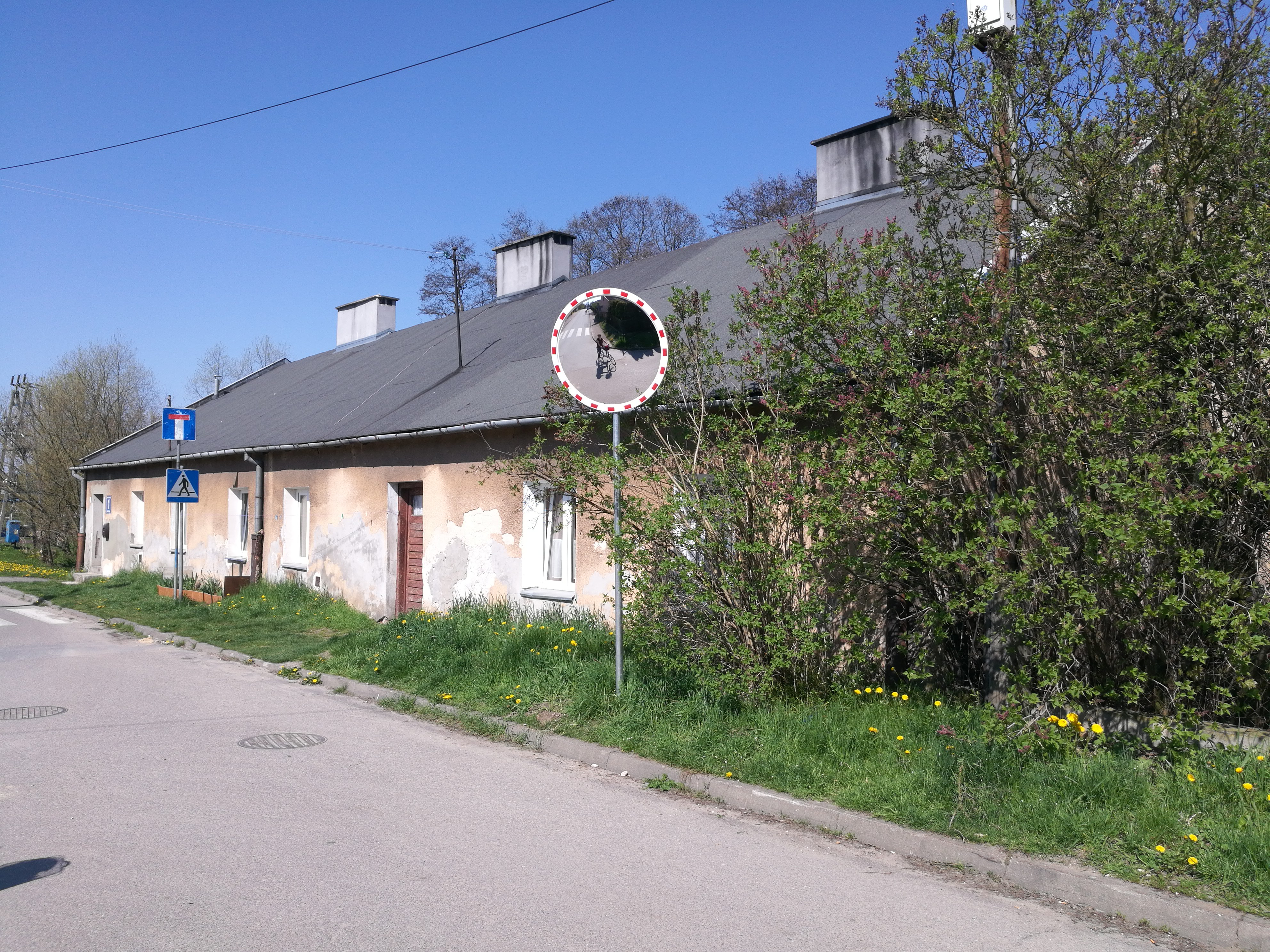
Czworak przy ul. Parkowej 1 w Opocznie

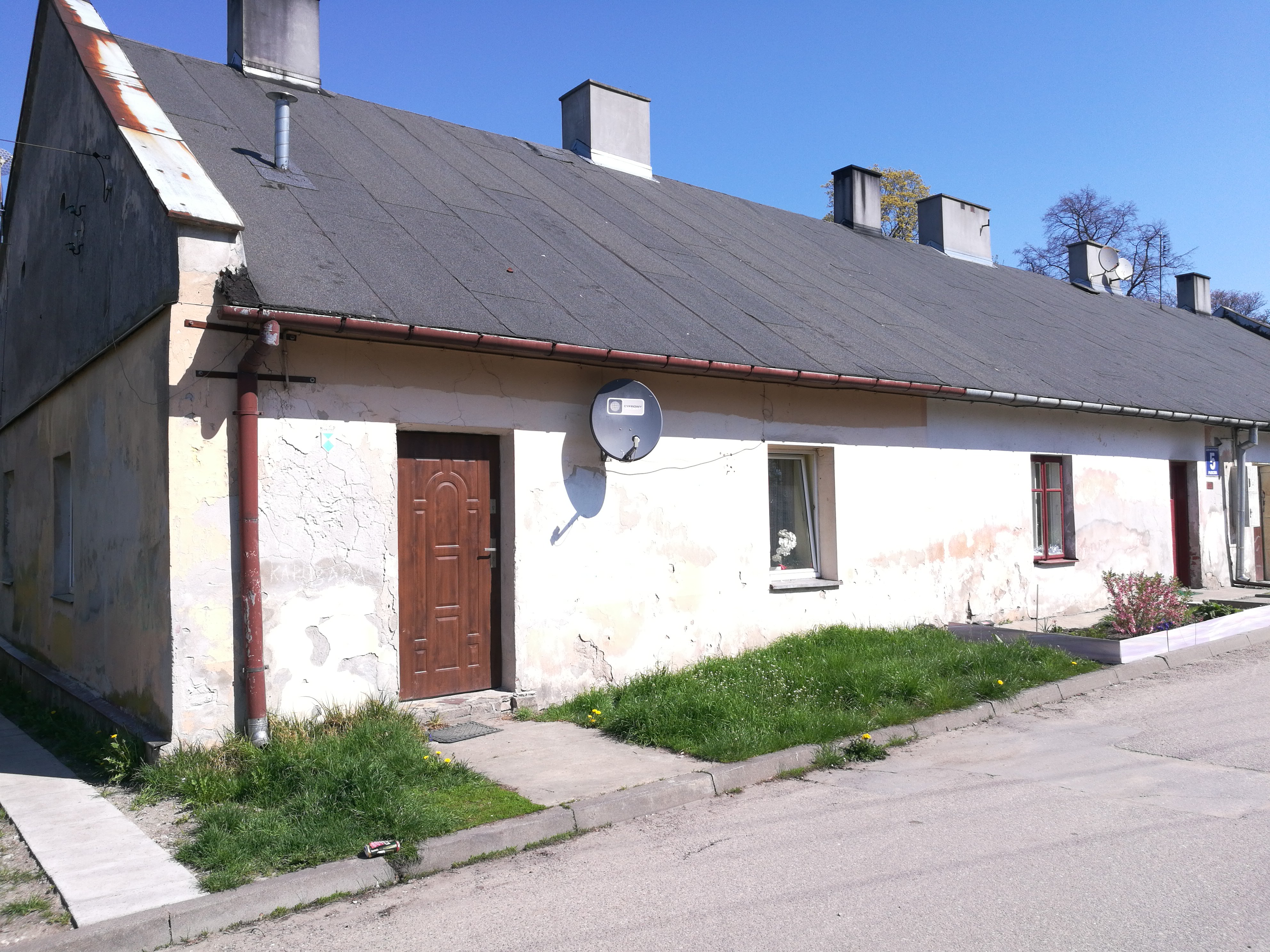
Czworak przy ul. Parkowej 5 w Opocznie

W bezpośrednim sąsiedztwie dworu, po jego zachodniej stronie, w latach 70. XIX wieku wybudowano dwa parterowe budynki mieszkalne dla pracowników folwarku. Zostały one wzniesione na planie prostokąta. Ściany zbudowano z cegły, a wysoki dwuspadowy dach pokryto najpierw dachówką, a później papą. W jednym z budynków wydzielono 6 mieszkań, a w drugim 8. Po 1945 r. budynki przekazano na własność Radzie Miejskiej w Opocznie. Obecnie w obu budynkach wydzielono mieszkania komunalne.